# Toimi Kankaanniemi
Toimi Kankaanniemi (ur. 26 lutego 1950 w Tyrvää) – fiński polityk, wieloletni poseł i były minister, były przewodniczący Fińskiej Ligi Chrześcijańskiej.

## Życiorys
Po egzaminie maturalnym kształcił się do 1975 na Uniwersytecie w Tampere, uzyskując dyplomy z zakresu nauk społecznych i administracji miejskiej. Do 1987 pracował w samorządzie jako sekretarz miejscowości Siikainen i Uurainen.
Od 1987 do 2011 sprawował mandat deputowanego do Eduskunty, uzyskując reelekcję w 1991, 1995, 1999, 2003 i 2007. Od 1989 do 1995 stał na czele swojego ugrupowania – Fińskiej Ligi Chrześcijańskiej. W latach 1991–1994 zajmował stanowisko ministra w ministerstwie spraw społecznych i zdrowia oraz ministerstwie spraw zagranicznych w koalicyjnym rządzie Esko Aho. W 1994 był kandydatem w wyborach prezydenckich, uzyskując 1% głosów w pierwszej turze.
W 2011 bez powodzenia kandydował w kolejnych wyborach parlamentarnych. W tym samym roku opuścił chadeków, przystępując później do partii Perussuomalaiset, z ramienia której w 2015 powrócił do fińskiego parlamentu. W 2019 nie uzyskał reelekcji, mandat deputowanego odzyskał jednak wkrótce po wyborach, zastępując wybranego do PE Teuva Hakkarainena.